# Bugislav 10. af Pommern
Bogislav 10. af Pommern (født 3. juni 1454, død 5. oktober 1523) var en pommersk hertug. Han var søn af Erik II af Pommern og Bogislav IXs datter Sofia af Pommern-Stolp.
Bogislav var en af de mest fremtrædende fyrster i Pommerns historie, og formåede ved arv i 1478 at forene hele Pommern under sit styre. Han stræbte efter at gøre landet uafhængigt af Brandenburg, hvis lensoverhøjhed det anerkendte. Dette lykkedes også i 1493, idet Bogislav dog lovede, at ved det pommerske hertughus´ uddøen skulle den brandenburgske slægt Hohenzollern få arveret til Pommern.
Han var gift med Anna Jagiellonka af Polen. De fik tilsammen 8 børn, og deres ældste datter var Sophie af Pommern.